# Quyền LGBT ở Bồ Đào Nha
Quyền đồng tính nữ, đồng tính nam, song tính và chuyển giới ở Bồ Đào Nha đã được cải thiện đáng kể trong những năm 2000 và những năm 2010 và hiện là một trong những điều tốt nhất trên thế giới. Sau một thời gian dài bị áp bức ở Estado Novo, xã hội Bồ Đào Nha ngày càng chấp nhận đồng tính luyến ái, được hợp pháp hóa vào năm 1982, tám năm sau Cách mạng hoa cẩm chướng. Bồ Đào Nha có luật chống phân biệt đối xử trên phạm vi rộng và là một trong số ít các quốc gia trên thế giới có lệnh cấm phân biệt đối xử dựa trên xu hướng tính dục trong Điều 13 của Hiến pháp. Vào ngày 5 tháng 6 năm 2010, quốc gia đã trở thành thứ tám trên thế giới công nhận hôn nhân đồng giới. Vào ngày 1 tháng 3 năm 2011, Tổng thống đã phê chuẩn Luật về bản dạng giới, được cho là một trong những tiến bộ nhất trên thế giới, giúp đơn giản hóa quá trình thay đổi giới tính và đổi tên cho người chuyển giới. Việc nhận con nuôi đồng giới đã hợp pháp kể từ ngày 1 tháng 3 năm 2016.
Đất nước, trong khi vẫn chịu ảnh hưởng của Công giáo La Mã, dần dần trở nên chấp nhận các mối quan hệ đồng tính và đồng tính luyến ái. Các cuộc thăm dò ý kiến cho thấy rằng hơn 60% dân số Bồ Đào Nha ủng hộ hôn nhân đồng giới và khoảng 70% tin rằng người LGBT nên được hưởng quyền bình đẳng. Lisbon và Porto có cảnh LGBT có thể nhìn thấy, với một số quán bar đồng tính, câu lạc bộ đêm và các địa điểm khác, cũng như các cuộc diễu hành niềm tự hào hàng năm của họ.

## Bảng tóm tắt

Cờ không chính thức của cộng đồng LGBT Bồ Đào Nha

| Hoạt động tình dục đồng giới hợp pháp                                            | (Từ 1852 đến 1886; và từ năm 1982)                                          |
| Độ tuổi đồng ý (14)                                                              | (Từ năm 2007)                                                               |
| Luật chống phân biệt đối xử trong việc làm                                       | (Từ năm 2003)                                                               |
| Luật chống phân biệt đối xử trong tất cả các lĩnh vực khác                       | (Từ năm 2004)                                                               |
| Luật tội phạm kì thị bao gồm khuynh hướng tình dục và bản sắc giới               | (Từ năm 2007 đối với xu hướng tính dục và từ năm 2013 đối với bản sắc giới) |
| Hôn nhân đồng giới                                                               | (Từ năm 2010)                                                               |
| Công nhận các cặp đồng giới                                                      | (Từ năm 2001)                                                               |
| Nhận nuôi bởi những người LGBT                                                   | Yes                                                                         |
| Con nuôi của các cặp đồng giới                                                   | (Từ năm 2016)                                                               |
| Con nuôi chung của các cặp đồng giới                                             | (Từ năm 2016)                                                               |
| Người LGB được phép phục vụ trong quân đội                                       | (Từ năm 1999)                                                               |
| Người chuyển giới được phép phục vụ công khai trong quân đội                     | No                                                                          |
| Quyền thay đổi giới tính hợp pháp                                                | (Từ năm 2011)                                                               |
| Chuyển đổi giới tính không cần thiết cho việc thay đổi giới tính hợp pháp        | (Từ năm 2018)                                                               |
| Trẻ vị thành niên liên giới tính được bảo vệ khỏi các thủ tục phẫu thuật xâm lấn | (Từ năm 2018)                                                               |
| Tên trung tính giới tính trong giấy khai sinh                                    | No                                                                          |
| Lựa chọn giới tính thứ ba                                                        | No                                                                          |
| Xu hướng tính dục/bản dạng giới để công nhận tị nạn                              | (Từ năm 2008)                                                               |
| Tiếp cận thụ tinh nhân tạo/IVF cho các cặp đồng tính nữ                          | (Từ năm 2016)                                                               |
| Liệu pháp chuyển đổi bị cấm ở trẻ vị thành niên                                  | No                                                                          |
| Đồng tính luyến ái được loại khỏi danh sách bệnh                                 | (Từ năm 2003)                                                               |
| Làm cha mẹ tự động cho cả hai vợ chồng sau khi sinh                              | (Từ năm 2016)                                                               |
| Mang thai hộ cho các cặp đồng tính nam                                           | (Cấm bất kể xu hướng tình dục)                                              |
| Mang thai hộ nhân đạo cho các cặp đồng tính nam                                  | No                                                                          |
| NQHN được phép hiến máu                                                          | / (Từ năm 2016; Thời gian trì hoãn 1 năm)                                   |